# Надия (Белгород-Днестровский район)
Надия (укр. Надія; до 2025 годах — Надежда) — село, относится к Белгород-Днестровскому району Одесской области Украины.
Население по переписи 2001 года составляло 607 человек. Почтовый индекс — 68220. Телефонный код — 4848. Занимает площадь 1,32 км². Код КОАТУУ — 5124583201.

## Местный совет
68220, Одесская обл., Белгород-Днестровский р-н, с. Надежда, ул. Ленина, 31